# Santa Esmeralda
Santa Esmeralda fue un grupo de música disco franco-estadounidense, formado en la década de 1970. Fueron conocidos por sus versiones de éxitos disco de la década de 1970's como, por ejemplo, Don't Let Me Be Misunderstood, House Of The Rising Sun y You're My Everything. El grupo incluía al cantante Leroy Gómez, desde 1977 hasta 1978, y al cantante Jimmy Goings, desde 1978 hasta 1983, cuando el grupo se disolvió.

## Historia
Santa Esmeralda se formó en 1977, gracias a los productores franceses Nicolas Skorsky y Jean Manuel de Scarano, compositores que habían lanzado su propio sello, con el objetivo de producir nuevos artistas. Al encontrarse con el cantante Leroy Gómez en París, el dúo lo reclutó para grabar el tema "Don't Let Me Be Misunderstood", realizado con Fauves Puma, un sello independiente francés. El disco fue un enorme éxito en Europa y fue adquirido para su distribución en todo el mundo por Casablanca Records, el sello por excelencia de la era disco.[cita requerida]

## Don't Let Me Be Misunderstood
Originalmente escrito en 1964 por los compositores Bennie Benjamin, Gloria Caldwell y Sol Marcus para la cantante de jazz Nina Simone, y con una versión creada en 1965 por el grupo de rock The Animals, la naturaleza esencial de la canción es latina y flamenca, pero con la incorporación de un sonido de guitarras y trompetas en los riffs provisionales, se convirtió en un éxito de nuevo, y ocupó el lugar más alto de las listas de música disco de los Estados Unidos. El álbum de Santa Esmeralda llegó a ser disco de oro. La otra cara del disco (véase 33 RPM) contó con la balada de amor "You're My Everything", que se convirtió en otro éxito de la radio, aunque nunca llegó a alcanzar los niveles de la primera. A pesar de ello, Leroy Gómez no volvió a grabar ningún otro álbum con Santa Esmeralda.[cita requerida] Otro éxito arrollador en las pistas de baile fue el éxito Get Up Boogie con la voz de Leroy Gómez. 

## Después de Leroy Gómez
Tras el primer álbum de la banda, Leroy Gómez abandonó la banda y dejó sitio al cantante Jimmy Goings. En 1977, Santa Esmeralda lanzó otro disco y llegó al puesto 20 con una versión dance de otra canción popularizada por The Animals. Se trata de "The House of the Rising Sun". En 1978, grabó la canción "Sevilla Nights" para la banda sonora de la película Thank God It's Friday, también de la época disco. Además de su contribución a esa película, su álbum The House of the Rising Sun también apareció en las listas de éxitos de ese año. Tras los resultados de sus dos primeros álbumes, Santa Esmeralda lanzó el álbum Beauty, de menor popularidad, aunque sí tuvieron un tema que alcanzó el puesto 16 en las listas de música disco: "Another Cha-Cha/Cha-Cha Suite", en 1979. Seguidamente, en 1980, el grupo lanzó el álbum Don't Be Shy Tonight, pero comenzaron a surgir conflictos entre los productores del grupo.